# 妙光寺 (青梅市)
妙光寺（みょうこうじ）は、東京都青梅市千ヶ瀬町にある日蓮宗の寺院。山号は慈故山。親師法縁。市内には慎徳寺などもある。

## 歴史
- 『青梅市史』によれば昭和46年（1971年）佐藤慈教によって堂塔が建立されたという。

## 境内
- 本堂　RC造の建築。

## 仏像
- 日蓮上人像　青梅市内在住で木彫家の油井外熊が三年をかけて制作したという。

## 歴代
- 佐藤慈教

## 関連資料
- 青梅市史編さん委員会編『青梅市史』青梅市（1995年）